# БТ-СВ
БТ-СВ (Быстроходный Танк «Сталин-Ворошилов») — советский колёсно-гусеничный танк 1930-х годов.

## История создания
В 1937 году на заводе № 48 под руководством изобретателя Н. Ф. Цыганова началась разработка танка с улучшенной броневой защитой на базе БТ-7. Изготовленная в конце года машина получила обозначение БТ-СВ-2 «Черепаха».

## Характеристики
Основным отличием от БТ-7 стала конструкция бронекорпуса, листы которого располагались под большими углами наклона (15°-58°). Носовая часть имела ту же ширину, что и весь корпус. Благодаря этому передняя труба и кронштейны ленивцев танка БТ-7 оказались ненужными. Подвеска передних опорных катков была аналогичной остальным, но с наклоном пружинной рессоры назад под углом в 38°.
Корпус БТ-СВ-2 совершенно не имел выступающих частей, за исключением колпаков вертикальных пружин подвески. Все верхние, нижние и угловые листы корпуса выполнялись съёмными и крепились с помощью болтов. Для придания броневому закрытию ходовой части большей жёсткости предусматривались специальные перемычки (по три с каждой стороны) между нижним краем листа и внутренней стенкой корпуса. В бортовых полостях танка размещались топливные баки. Кормовой бензобак БТ-7 был ликвидирован, в результате корма танка так же собиралась из наклонных листов.
Система охлаждения двигателя в отличие от БТ-7 работала в двух режимах: боевом и походном. В боевом положении жалюзи герметично закрывались с места водителя и забор воздуха производился через сетку кормовых воздушных карманов. В походном положении воздухозабор осуществлялся через боковые открывающиеся жалюзи. После обдува двигателя нагревшийся воздух выходил наружу через кормовые жалюзи.
Башня БТ-СВ-2 не имела ниши, поэтому радиостанцию перенесли в носовую часть корпуса, где располагался четвёртый член экипажа — радист.
Корпус БТ-СВ-2 изготавливался из обычных стальных листов толщиной 10-12 мм. Проект реальной бронировки существовал в двух вариантах. Первый предусматривал использование брони марки «ФД» толщиной 40-55 мм, защищавшей от 45 мм снарядов на всех дистанциях; второй был рассчитан на защиту от пуль калибра 12.7 мм и предполагал применение 20-25 мм брони марки «ИЗ».

## Испытания
БТ-СВ-2 проходил заводские испытания зимой 1937 — весной 1938 годов, а затем испытывался на НИБТ полигоне комиссией под председательством Е. А. Кульчицкого. В общей сложности танк прошёл 2068 км. В результате принцип бронирования, применённый на этой машине, был признан вполне приемлемым. Вместе с тем отмечалось, что ходовая часть танка БТ-7 при условии реального бронирования БТ-СВ-2 и возрастания массы последнего до 24-25т слишком слаба. Предполагалось для практической проверки надёжности корпуса и влияния его на работу ходовой части в боевых условиях изготовить образец танка с реальным бронированием и провести испытания обстрелом. Однако  в начале 1938 года все работы по этой машине были прекращены.

## Компьютерные игры
БТ-СВ представлен в компьютерной игре World of Tanks, как подарочный (доступен при покупке коробочного издания игры) лёгкий танк 3 уровня. В игре представлен вариант с противопульной бронёй, который имеет боевую массу 13,1 тонн.
Также в подобной игре для телефонов World of Tanks Blitz был выдан всем игрокам, как новогодний подарок — коллекционный танк 3 уровня.